# ديفيد تايلور (لاعب كريكت بريطاني)
ديفيد تايلور (17 ديسمبر 1974 في المملكة المتحدة - ) (بالإنجليزية: David Taylor)‏ هو لاعب كريكت بريطاني. لعب مع نادي مقاطعة ديربيشاير للكريكت ‏ ونادي مقاطعة ورسسترشاير للكريكيت ‏ وBerkshire County Cricket Club ‏ وBuckinghamshire County Cricket Club ‏ وOxfordshire County Cricket Club ‏.

## وصلات خارجية
- ديفيد تايلور على موقع إي آس بي آن كريك إنفو (الإنجليزية)